# Achille Fould
Achille Fould, född 17 november 1800 i Paris, död 5 oktober 1867, var en fransk politiker.
Fould var judisk bankir, blev 1847 och 1848 och utövade stort inflytande som finansexpert. Han utnämndes av Ludvig Napoleon till finansminister 1849. Fould blev senator och statsråd 1852 och var på nytt finansminister 1861–1867.